# 29. Infanterie-Division (mot.)
La 29. Infanterie-Division (mot.) (29ª divisione fanteria motorizzata) nacque come 29. Infanterie-Division nell'ottobre 1936 per essere poi riorganizzata in divisione motorizzata nel settembre 1937. Costituita da soldati reclutati in Assia e Turingia, prese parte a tutte le campagne iniziali vittoriose della Wehrmacht, distinguendosi per spirito combattivo ed efficienza soprattutto in Francia e nell'operazione Barbarossa. Nel 1942 fu coinvolta nella Battaglia di Stalingrado e prese parte ai violentissimi combattimenti all'interno della città; dopo aver cercato di contrastare l'operazione Urano venne accerchiata insieme a tutta la 6. Armee. Dopo due mesi di drammatica resistenza nella sacca di Stalingrado, la divisione venne completamente distrutta dai sovietici nel corso dell'operazione Anello, nel gennaio 1943, insieme a tutte le altre formazioni tedesche accerchiate.
L'alto comando tedesco decise di ricostituire rapidamente la divisione trasformata in 29. Panzergrenadier-Division (29ª divisione Panzergrenadier), e la nuova formazione venne trasferita nell'estate 1943 in Italia dove rimase fino alla fine della guerra distinguendosi di nuovo durante la lunga e combattuta campagna d'Italia.
Soprannominata Falke Division ("divisione falco"), divenne una delle unità più famose ed efficienti della Wehrmacht e mantenne la sua alta reputazione fino alla fine della guerra.

## La 29. Infanterie (mot.)
| Luogo                            | Periodo             |
| Polonia                          | set 1939 - mag 1940 |
| Francia                          | mag 1940 - giu 1941 |
| Fronte orientale, settore centro | giu 1941 - giu 1942 |
| Stalingrado                      | giu 1942 - gen 1943 |

### In Polonia e in Francia
La 29. Infanterie-Division (mot.) nacque nel settembre 1937 dalla riorganizzazione e motorizzazione della 29. Infanterie-Division che era stata costituita nell'ottobre 1936 intorno al nucleo del vecchio 15. Infanterie-Regiment della Reichswehr. La divisione venne organizzata nel Wehrkreis IX, la "regione militare n. 9" con sede a Kassel in Assia.
Dall'8 al 15 ottobre del 1938 partecipò all'occupazione tedesca della Cecoslovacchia in seno al XVIII Armeekorps (XVIII corpo d'armata) della 14. Armee (14ª armata) e al 15 marzo 1939 risultava schierata a Praga, qualche mese prima di venire mobilitata, alla fine di agosto, nella prima ondata (welle) di mobilitazione per la campagna di Polonia all'inizio della quale assorbì due nuovi battaglioni di artiglieria cedendo però un reggimento motorizzato e un battaglione di artiglieria alla 10. Panzer-Division (10ª divisione corazzata). Con il XIV Armeekorps avanzò dalla zona di Brieg verso Dida, fronteggiando poi l'esercito polacco sulle pendici settentrionali del monte Łysa Góra e nella zona meridionale di Modlin.
Nel dicembre 1939 la 29. Infanterie-Division (mot.) venne trasferita a Montabaur, in Germania. Il 10 maggio 1940 la divisione, comandata dal generale Joachim Lemelsen, prese quindi parte al Fall Gelb, la prima fase della campagna di Francia, agli ordini del Panzergruppe von Kleist, con cui combatté avanzando da Treviri verso il Lussemburgo e la Francia, prendendo parte ai combattimenti a Stonne ed a sud di Sedan prima di essere posta a presidio della linea della Somme durante la battaglia di Dunkerque.
Nella seconda fase della campagna, il Fall Rot, la 29. Infanterie-Division (mot.), inquadrata nel 39º Panzerkorps del generale Rudolf Schmidt dipendente a sua volta dal Panzergruppe Guderian del generale Heinz Guderian, fu impegnata dall'8 al 16 giugno 1940 nell'attraversamento dei fiumi Aisne e Marna combattendo contro le truppe avversarie a Rethel. Dopo il superamento delle deboli difese francesi della cosiddetta "linea Weygand", le unità motorizzate della divisione effettuarono una brillante avanzata finale giungendo il 17 giugno 1940 alla Saona che fu superata a Pontarlier; quindi i reparti deviarono verso nord-est e arrivarono fino al confine svizzero a Belfort

### L'invasione dell'Unione Sovietica

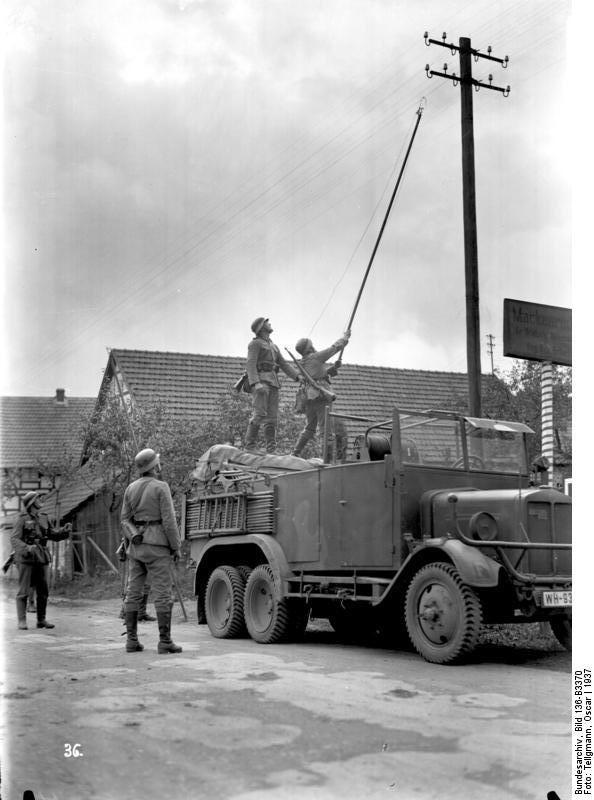
Uomini del Nachrichten-Abteilung 29 durante un'esercitazione nel 1937

L'unità rimase nella Francia orientale come truppa d'occupazione fino al 21 dicembre 1940, quando iniziò a trasferirsi ad Anversa in vista della mai attuata operazione Leone marino. Dopo un altro periodo di permanenza in Francia, la 29ª motorizzata, comandata dal generale von Boltenstern, si stabilì nel febbraio 1941 in Germania da dove, a maggio, passò al fronte orientale iniziando l'operazione Barbarossa (giugno 1941) inquadrata nel XXXXVII Armeekorps (mot.) del Panzergruppe 2 (HG Mitte) del generale Heinz Guderian, con cui avanzò dal settore ad ovest di Brest-Litowsk contribuendo alla chiusura della sacca di Minsk-Białystok, la prima grande battaglia d'accerchiamento dell'operazione Barbarossa. Dal 28 giugno l'unità, attestata a sud della città di Minsk in attesa delle più lente divisioni di fanteria della 4. Armee, dovette affrontare duri combattimenti contro i reparti dell'Armata Rossa che, rimasti bloccati all'interno della sacca, cercavano di aprirsi un varco. Furono in particolare elementi dell'Infanterie-Regiment (mot.) 15, dell'Infanterie-Regiment (mot.) 71 e del Pionier-Bataillon 29, concentrati nel Kampfgruppe Thomas, che combatterono aspramente nel settore della foresta di Zelvianca, riuscendo a controllare la situazione nonostante alcuni momenti di difficoltà
Lasciato il settore di Minsk, la 29. divisione motorizzata avanzò rapidamente verso est e il reparto di punta del tenente colonnello Hecker superò per primo dopo un violento combattimento tra il 10 e l'11 luglio il fiume Dnepr a Kopis; quindi la divisione prese parte alla battaglia di Smolensk. La città era fortemente presidiata dalle truppe sovietiche ma la 29. motorizzata attaccò da sud il 15 luglio 1941 e un battaglione del Infanterie-Regiment (mot.) 71 del colonnello Thomas riuscì a conquistare le posizioni dell'artiglieria nemica sulle alture. Al mattino del 16 luglio il grosso della divisione sferrò un assalto a sorpresa da sud-est; dopo duri combattimenti nell'area urbana i soldati tedeschi raggiunsero la sera del 16 luglio 1941 i quartieri settentrionali di Smolensk, completando la conquista dell'importante città russa.
Dagli inizi di agosto gli uomini della divisione, ancora sotto il XXXXVII Armeekorps (mot.), presidiarono la linea del fiume Desna ingaggiando poi i sovietici a Brjansk proteggendo, dal 25 agosto assieme alla 17. Panzer-Division, i fianchi della 3. e 4. Panzer-Division e della 10. Infanterie-Division (mot.), tutte in marcia verso l'Ucraina. Al 30 settembre la 29ª motorizzata risultava in linea nei pressi di Glukhov, a guardia del fianco sinistro del XXIV Armeekorps (mot.). Da qui prese parte, assieme ad altre divisioni celeri del XXXXVII Armeekorps (mot.), alla 17. e 18. Panzer-Division, alla battaglia di Mosca avanzando verso Tula dove, da novembre alla metà del dicembre 1941, sostenne duri combattimenti prima di mettersi sulla difensiva, come riserva della 2. Panzerarmee, sul fiume Šoša.

### Battaglia di Stalingrado e distruzione della divisione
Nelle prime due settimane del gennaio 1942 la 29ª motorizzata difese combattendo la zona di Mcensk, dove restò fino alla fine di maggio, non prima di essere passata sotto il XXXV Armeekorps il 6 febbraio e in parte sotto il XXXXVII Armeekorps (mot) a partire dalla fine di aprile. L'unità, a Homel' alla fine di maggio, venne ricostituita a Char'kov nel giugno seguente sotto la supervisione dell'Heeresgruppe Süd ricevendo tra l'altro dalla 17. Panzer-Division un battaglione che divenne il Panzer-Abteilung 129 (129º battaglione corazzato).

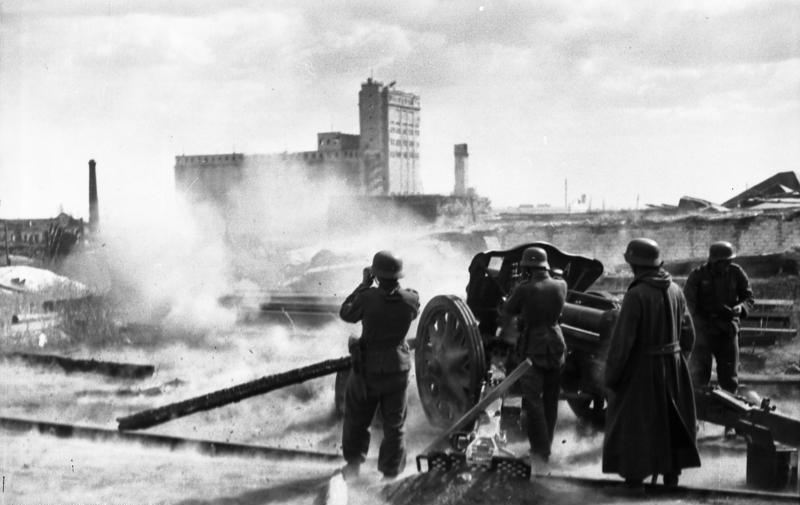
Cannone campale tedesco da 10,5 cm in azione nei pressi del grande silo del grano di Stalingrado.

Dopo questa fase di carattere organizzativo, la divisione tornò in prime linea e prese parte all'operazione Blu che ebbe inizio il 28 giugno 1942; la formazione motorizzata progredì lungo il Don con la 6. Armee avanzando verso Stalingrado; ai primi di agosto venne trasferita al XXXXVIII Panzerkorps della 4. Panzerarmee del generale Hermann Hoth e marciò verso i quartieri meridionali della città; il 10 settembre reparti della divisione raggiunsero il sobborgo di Kuporosnoe, isolando le truppe sovietiche asserragliate a Stalingrado. Per quasi due mesi la 29. motorizzata prese parte, di nuovo sotto il comando della 6. Armee, ai duri combattimenti all'interno di Stalingrado subendo pesanti perdite; in particolare venne coinvolta, insieme ad altre divisioni, nei cruenti scontri per la stazione meridionale e per il grande silo del grano. I combattimenti all'interno del grande silo furono in particolare estremamente violenti; le truppe d'assalto del 71º reggimento si batterono per giorni a distanza ravvicinata, in mezzo al fumo soffocante sprigionato dal grano bruciato, contro i soldati sovietici asserragliati all'interno del deposito. Il silo venne infine conquistato il 20 settembre 1942
All'inizio di ottobre la 29. motorizzata venne ritirata dalla prima linea e trasferita nelle retrovie della 4. Panzerarmee per essere riorganizzata e rinforzata in vista di un suo impiego in direzione di Astrachan' dopo la caduta di Stalingrado; nelle settimane seguenti invece la divisione venne assegnata come riserva all'Heeresgruppe B, e all'inizio di novembre ricette ordine di tenersi pronta partire per il Caucaso; altre disposizioni successive prevedevano un suo possibile trasferimento in caso di emergenza sul fronte del Don, a nord-ovest di Stalingrado. L'alto comando tedesco, non avendo individuato i preparati dell'offensiva sovietico nel settore difeso dai rumeni a sud di Stalingrado, non allertarono la divisione sul pericolo di un attacco. La 29. motorizzata si riposò nelle retrovie, ricevette nuovo equipaggiamento, vennero costruiti idonei ricoveri per l'inverno e venne organizzato un ospedale campale sotterraneo, oltre mille soldati furono inviati in licenza in Germania; ben presto tuttavia l'offensiva generale sovietica avrebbe completamente sconvolto l'ottimistica pianificazione operativa dei comandi tedeschi.
Alla vigilia dell'operazione Urano la 29. motorizzata, fornita di 59 carri armati moderni, tra cui 38 Panzer III e 18 Panzer IV, era l'unità meglio equipaggiata dell'esercito tedesco schierato nel settore di Stalingrado. Nel corso della improvvisa controffensiva sovietica iniziata il 19 novembre 1942, la 29. divisione motorizzata, frettolosamente assegnata in rinforzo alle ore 10.30 del 20 novembre alle truppe rumene presenti a sud di Stalingrado, cercò di contrastare l'avanzata nemica ed ottenne qualche successo iniziale. Le unità meccanizzate della divisione attaccarono per prime la 169ª Divisione fucilieri e la 90ª Brigata carri; i fucilieri sovietici furono costretti a ripiegare e la brigata carri perse otto mezzi corazzati; la 29. motorizzata riconquistò il villaggio di Nariman. Dopo questi primi risultati, il reparto panzer continuò ad avanzare e incappò nella nebbia nei carri armati sovietici della 62ª Brigata meccanizzata del 13º Corpo corazzato e dopo un confuso combattimento ravvicinato ebbe la meglio infliggendo pesanti perdite al nemico; subito dopo i reparti d'artiglieria della divisione colpirono un treno nemico carico di fanteria. La 62ª Brigata meccanizzata e la 422ª Divisione fucilieri subirono gli attacchi della 29. motorizzata che continuarono durante la notte del 21 novembre e si trovarono in grave difficoltà. La situazione generale delle forze dell'Asse era però già catastrofica e la 29. motorizzata ricevette ordine di passare sulla difensiva e coprire il ripiegamento delle superstiti unità rumeno-tedesche, la divisione quindi venne respinta e accerchiata, insieme a tutte le altre divisioni della 6. Armee, in una grande sacca tra il Volga e il Don.

All'interno della sacca di Stalingrado, la 29. motorizzata, considerata la formazione più efficiente dell'armata accerchiata, venne assegnata al pericoloso settore del cosiddetto "naso di Marinovka" che era l'area più esposta agli attacchi sovietici. La divisione rimase schierata per settimane sul lato meridionale del "naso di Marinovka". Pochi giorni prima dell'inizio dell'offensiva finale dell'Armata Rossa, il comando della 6. Armee decise di sostituire con urgenza i reparti della debole 376. Infanterie-Division che non avevano messo alcuna cura nell'organizzazione di adeguate posizione difensive nella steppa lungo il lato nord-occidentale del "naso di Marinovka", con le truppe della 29. motorizzata che dovettero quindi costituire all'ultimo momento nuove linee sommariamente fortificate per sbarrare il passo al nemico. I soldati della divisione motorizzata inizialmente mostrarono ottimismo e una certa sicurezza, ma ben presto la tragica realtà della situazione scosse il morale della truppa; i congelamenti si moltiplicarono e risultò estremamente difficile organizzare posizioni difensive solide nella steppa completamente ghiacciata.
I sovietici il 10 gennaio 1943 diedero inizio all'operazione Anello, l'offensiva finale contro le logorate e affamate divisioni della 6. Armee. Fin dal primo giorno la 29. motorizzata subì l'attacco principale di numerose divisioni sovietiche della 65ª Armata e della 21ª Armata schierate contro il fronte nord-occidentale del "naso di Marinovka" e si trovò in grande difficoltà; nonostante la tenace resistenza, quattro battaglioni della divisione, il battaglione pionieri e il battaglione motociclisti, dovettero cedere le posizioni principali di resistenza e ripiegarono, dopo aver subito forti perdite, verso est. La situazione della divisione divenne ancor più drammatica nei giorni seguenti: attaccati da nord e da ovest, i reparti in ritirata cercarono di guadagnare tempo per permettere l'ordinata evacuazione del "naso di Marinovka", ma subirono perdite elevatissime, circa due-terzi dell'unità vennero annientati in tre giorni di combattimenti dagli attacchi e dal fuoco dell'artiglieria sovietici. Tutta l'artiglieria andò perduta fin dal primo giorno. La 29. motorizzata sferrò il 13 gennaio 1943 un ultimo contrattacco con i quattro carri armati rimasti del Panzergruppe Hehm prima di essere praticamente distrutta; il 15 gennaio 1943 venne travolto anche il kampfgruppe del capitano Reinbrecht che aveva cercato di difendere fino all'ultimo lo sbarramento a est del villaggio di Novoalekseevskij. Solo piccoli nuclei si ritirarono all'interno della sacca in disgregazione. Dopo oltre due mesi di assedio le truppe tedesche superstiti venne distrutte o catturata dai sovietici ed anche i resti della 29. motorizzata si arresero il 31 gennaio 1943.

### Crimini di guerra
L'8 settembre 1939 elementi di un reggimento della divisione, l'Infanterie-Regiment 15 (mot.), guidati dall'Oberstleutnant Walter Wessel, uccisero circa trecento prigionieri polacchi del 74º reggimento fanteria accusati di essere partigiani. Wessel morì più tardi in un incidente nel luglio 1943 e dunque non poté essere chiamato in causa nel processo che si aprì nel 1971, processo peraltro archiviato per mancanza di prove verso gli altri componenti del reggimento.

### Ordine di battaglia
1939
- Infanterie-Regiment (mot.) 15 "Kassel" (15º reggimento fanteria motorizzato)
- Infanterie-Regiment (mot.) 71
- Infanterie-Regiment (mot.) 86
- Artillerie-Regiment (mot.) 29 (29º reggimento artiglieria)
  - I./Artillerie-Regiment 65 (I battaglione del 65º reggimento artiglieria – dal settembre 1939)
- Pionier-Bataillon 29 (29º battaglione del genio)
- Feldersatz-Bataillon 29
- Panzerabwehr-Abteilung 29 (29º battaglione anticarro)
- Aufklärungs-Abteilung 29 (29º battaglione ricognizione)
- Infanterie-Divisions-Nachschubführer 29 (servizi)
- Infanterie-Divisions-Nachrichten-Abteilung 29 (29º battaglione comunicazioni)

1940
- Infanterie-Regiment (mot.) 15
- Infanterie-Regiment (mot.) 71
- Kradschützen-Bataillon 29 (29º battaglione motociclisti)
- Artillerie-Regiment (mot.) 29
- Pionier-Bataillon 29
- Feldersatz-Bataillon 29
- Panzerabwehr-Abteilung 29
- Aufklärungs-Abteilung 29
- Infanterie-Divisions-Nachschubführer 29
- Infanterie-Divisions-Nachrichten-Abteilung 29

1942
- Infanterie-Regiment (mot.) 15
- Infanterie-Regiment (mot.) 71
- Kradschützen-Bataillon 29
- Artillerie-Regiment (mot.) 29
  - Heeres-Flak-Artillerie-Abteilung 313 (mot.) (313º distaccamento motorizzato FlaK dell'esercito – dal giugno 1942 divenne per sei mesi il IV./Artillerie-Regiment (mot.) 29)
- Panzer-Abteilung 129 (129º battaglione corazzato)
- Pionier-Bataillon 29
- Panzerabwehr-Abteilung 29
- Aufklärungs-Abteilung 29
- Infanterie-Divisions-Nachschubführer 29
- Infanterie-Divisions-Nachrichten-Abteilung 29

Dati tratti da:

## La 29. Panzergrenadier
| Luogo   | Periodo             |
| Francia | mar 1943 - giu 1943 |
| Italia  | giu 1943 - mag 1945 |

### In Italia dalla Sicilia a Cassino

Estate 1943: i soldati della 29. Panzergrenadier-Division passano in Sicilia per contribuire alla difesa dell'isola dopo lo sbarco degli Alleati

Fin dall'11 febbraio 1943 Adolf Hitler ordinò, nel quadro del programma immediatamente pianificato di rinascita delle unità della 6. Armee anche per scopi propagandistici, la ricostituzione della 29. motorizzata distrutta a Stalingrado e la nuova formazione venne riattivata ufficialmente il 1º marzo 1943 nella Francia meridionale utilizzando i complementi della 345. Ersatz Panzergrenadier-Division e circa 4.000 veterani superstiti della vecchia formazione. La divisione venne ridenominata 29. Panzergrenadier-Division il 23 giugno 1943 (29ª divisione Panzergrenadier), e posta agli ordini dell'Heeresgruppe D.

Postazione antiaerea della divisione in azione nello stretto di Messina nell'estate 1943.

La nuova formazione venne trasferita nell'estate 1943 in Italia e dopo lo sbarco in Sicilia il 10 luglio degli alleati, il 18 luglio fu trasferita sull'isola. Ebbe il battesimo del fuoco il 23 luglio ad est di Termini Imerese, scontrandosi con la 45th Division statunitense e ritirandosi fino alla Linea San Fratello dove oppose forte ed efficace resistenza alle truppe nemiche. La divisione ripiegò con ordine verso lo stretto di Messina e venne evacuata con successo insieme alle altre forze tedesche entro il 17 agosto.
Venne quindi assegnata al LXXVI Panzer-Korps e trattenuta in Calabria a contrastare l'avanzata dell'VIII armata britannica. Lo sbarco a Salerno della V Armata costrinse la divisione ad accelerare la ritirata verso la Campania per accorrere verso le zone degli sbarchi. Impegnata nel settore di Altavilla contro la testa di ponte alleata, la 29. Panzergrenadier, raggiunse, insieme alle altre unità mobili tedesche concentrate a Salerno, alcuni successi e mise in grave difficoltà le truppe americane che rischiarono di essere sbaragliate. Dopo combattimenti molto violenti, il 16 settembre i tedeschi sospesero gli attacchi e le divisioni del generale Heinrich von Vietinghoff, tra cui la 29. Panzergrenadier, ripiegarono dietro il Volturno
La divisione venne posta in riserva e l'11 novembre sostituì la 3. Panzergrendier-Division sul fronte del Volturno. A Monte Lungo, l'8 dicembre, il III/15. Panzergrenadierregiment, guidato dal maggiore Helmut Meitzel, si scontrò con il I gruppo Motorizzato italiano, riuscendo a respingerlo con gravi perdite; la divisione tuttavia fu costretta a ritirarsi dalla posizione per la perdita degli appoggi sui fianchi, Monte Lungo sarà conquistato otto giorni dopo. Successivamente fu schierata a difesa di San Vittore ad est di Cassino, alle falde del Monte Sambucaro e venne ritirata dal fronte il 13 gennaio 1944, ma una settimana dopo era già impegnata sui Monti Aurunci per coprire lo sfondamento britannico sulla riva settentrionale del Garigliano.

### Combattimenti da Anzio alla Linea Gotica
Un battaglione della divisione era di stanza ad Anzio e venne sopraffatto all'inizio dello sbarco degli Alleati. Tuttavia la divisione, una volta stabilizzato il fronte del Garigliano, fu interamente trasferita nel settore occidentale della testa di ponte, e prese parte ai duri e prolungati combattimenti. I panzergrenadier della 29. combatterono con successo nel contrattacco di Aprilia del 9 febbraio e soprattutto costituirono uno delle formazioni di punta della grande offensiva del 17 e 18 febbraio 1944 che inizialmente sfondò le linee alleate. I tedeschi arrivarono fino a cinque chilometri dal mare, ma l'intervento dell'artiglieria e dell'aviazione alleata inflisse pesanti perdite e il 19 febbraio un contrattacco anglo-americano fermò la 29. Panzergrenadier e le altre unità tedesche che uscirono molto indebolite e furono moralmente provate dal sanguinoso fallimento finale ad Anzio.

Panzergrenadier della divisione in azione sul fronte italiano.

Nonostante le forti perdite, alla vigilia dell'operazione Diadem, l'offensiva alleata di primavera che avrebbe finalmente sfondato la Linea Gustav e condotto alla liberazione di Roma, la 29. Panzergrenadier era considerata ancora pienamente efficiente; secondo la valutazione dall'alto comando della Wehrmacht era una delle due sole divisioni tedesche schierate in Italia, insieme alla 1ª Divisione paracadutisti, "capaci di azione offensiva". Durante la grande battaglia la formazione combatté duramente per contrastare l'avanzata alleata. La divisione era stata trasferita in riserva a sud di Roma a disposizione della XIV Armata del generale Eberhard von Mackensen, ma dopo i primi successi alleati il feldmaresciallo Kesselring decise di riportarla in azione fin dal 19 maggio 1944 nel settore a ovest del fiume Garigliano per appoggiare la X Armata del generale Heinrich von Vietinghoff in difficoltà dopo lo sfondamento della linea Gustav. In questa fase però si creò un contrasto all'interno dell'alto comando tedesco, il generale von Mackensen evitò di eseguire l'ordine e ritardò il rilascio della divisione; dopo un intervento diretto del feldmaresciallo Kesselring, la 29. Panzergrenadier finalmente si mosse verso sud il 21 maggio ma si trovò in difficoltà. I reparti della 29. Panzergrenadier cercarono di contrastare senza successo l'avanzata degli americani lungo il settore costiero verso Formia e Terracina; i veterani tedeschi dovettero abbandonare Terracina il 25 maggio 1944 di fronte all'avanzata di una divisione americana lungo la costa tirrenica.

Schieramento del 15. Panzergrendier-Regiment, uno dei due reparti di fanteria meccanizzata della divisione, nell'inverno 1944 in Italia.

Nella fase successiva della battaglia per Roma la 29. Panzergrenadier venne trasferita più a nord e si batté strenuamente e con abilità contro le preponderanti forze nemiche che attaccavano in direzione di Valmontone; i due reggimenti di panzergrenadier rallentarono l'avanzata da est del corpo di spedizione francese e da sud di tre divisioni americane. Dopo la ritirata da Roma, dal 7 giugno la divisione fu assegnata di nuovo alla XIV Armata e ripiegò ordinatamente verso nord; nei mesi estivi impegnò continue azioni di retroguardia durante la ritirata verso la Linea Gotica, la divisione combatté a Orvieto, Siena, Certaldo e Firenze prima di essere trasferita sul fronte Adriatico.
Nel settembre dello stesso anno fu impegnata a Coriano nella difesa della Linea Gotica, dove tenne testa all'attacco della 1st Canadian Division, due battaglioni della divisione bloccarono la 2nd Armoured Brigade che stava tentando un aggiramento delle posizioni tedesche. Il combattimento si prolungò per quindici giorni, in cui il paese fu praticamente raso al suolo, dal fuoco, durato quattro ore e mezza, di 700 pezzi d'artiglieria. Alla fine, il 13 settembre, attaccata dal corpo d'armata canadese al completo, e quasi circondata dai Gurkha della 1st Armoured Division britannica fu costretta ad evacuare la cittadina. La divisione, quasi circondata e ridotta ad appena 500 soldati combattenti nei reggimenti meccanizzati e 13 carri armati, contrattaccò il giorno successivo con una squadra guidata dal tenente Fritz Schmidt formata da due Panzer IV e 8 soldati con due mitragliatrici contro la una brigata britannica ristabilendo il contatto con le altre unità tedesche vicine. Nei giorni seguenti i resti della 29. Panzergrenadier, rimasti con soli 10 carri armati, continuarono a combattere tenacemente a San Fortunato prima di ripiegare il 21 settembre sulla "linea Adelheid" oltre il Marecchia. A partire dal 16 ottobre la divisione venne trasferita a ovest nel settore appenninico attaccato dagli americani e contribuì a fermare l'avanzata 5ª Armata nemica verso Bologna contrattaccando a Belmonte; a partire dal 27 ottobre 1944 la situazione si stabilizzò a sud del capoluogo emiliano e dal 16 dicembre i reparti della 29. Panzergrenadier difesero la linea del fiume Senio combattendo a Castel Bolognese e a Lugo.

### La fine della guerra
Nel gennaio 1945 la divisione venne finalmente ritirata dalla prima linea e trasferita a nord di Bologna per un periodo di riposo e riorganizzazione; il 5 marzo i reparti invece entrarono in azione a Castel d'Aiano a sud di Modena prima di ritornare in riserva dell'Heeresgruppe C a nord del Po. Il 4 aprile la divisione ritornò a sud del fiume e venne impegnata verso Argenta quando gli alleati puntarono su quella posizione strategica, riuscendo a tenere testa al nemico con alcuni battaglioni, prima di essere respinta a nord del Po nel settore a est di Ferrara. Nelle ultime settimane di guerra i resti della 29. Panzergrenadier attraversarono l'Adige a ovest di Rovigo quindi, passando per Este e Limena, raggiunsero il 29 aprile 1945 Feltre dove cedettero le armi in conseguenza della resa generale delle truppe tedesche in Italia operativa dalle ore 14.00 del 2 maggio 1945.

### Ordine di battaglia
Nel 1944 l'ordine di battaglia era il seguente
- Panzer-Abteilung 29 [48] (battaglione corazzato)
- Panzergrenadier-Regiment 15 (reggimento fanteria meccanizzata)
- Panzergrenadier-Regiment 71 (reggimento fanteria meccanizzata)
- Artillerie-Regiment 29 (reggimento di artiglieria)
- Panzer-Aufklärungs-Abteilung 129 (battaglione corazzato da ricognizione)
- Panzerjäger-Abteilung 29 [49] (battaglione cacciacarri)
- Pionier-Bataillon 29 (battaglione del genio pionieri)
- Nachrichten-Abteilung 29 (battaglione del genio trasmissioni)
- Heeres-Flak-Artillerie-Abteilung 313 (battaglione dell'artiglieria contraerei dell'esercito[50])
- Feldersatz-Bataillon 29 (battaglione di rimpiazzi campali)
- Versorgungstruppen 29 (battaglione di sussistenza)

## Decorazioni
Alcuni soldati di questa divisione ricevettero decorazioni per atti di valore in combattimento:
- Croce tedesca
  - in argento : 3
  - in oro :  90
- Croce di cavaliere della Croce di Ferro
  - Croce di cavaliere: 26
  - Croce di cavaliere con foglie di quercia : 2
  - Croce di cavaliere con foglie di quercia e spade : 1

## Comandanti

### 29. Infanterie-Division (mot.)
| Nome                                            | Grado                     | Inizio            | Fine              |
| Joachim Lemelsen                                | General der Panzertruppen | 1º settembre 1939 | 7 maggio 1940     |
| Willibald Freiherr von Langermann und Erlencamp | General der Panzertruppen | 7 maggio 1940     | 7 settembre 1940  |
| Walter von Boltenstern                          | Generalleutnant           | 7 settembre 1940  | 20 settembre 1941 |
| Max Fremerey                                    | Generalleutnant           | 20 settembre 1941 | 28 settembre 1942 |
| Hans-Georg Leyser                               | Generalmajor              | 28 settembre 1942 | 31 gennaio 1943   |

Dati tratti da:

### 29. Panzergrenadier-Division
| Nome         | Grado                                    | Inizio         | Fine           |
| Walter Fries | Generalleutenant (Generale di divisione) | 1º marzo 1943  | febbraio 1944  |
| Hans Freiber | Oberst (Colonnello)                      | febbraio 1944  | 5 marzo 1944   |
| Hans Boelsen | Oberst                                   | 5 marzo 1944   | 20 marzo 1944  |
| Walter Fries | Generalletutenant                        | 20 marzo 1944  | 24 agosto 1944 |
| Fritz Polack | Generalmajor (Generale di brigata)       | 24 agosto 1944 | 28 aprile 1945 |

Dati tratti da: